# 비인중학교
비인중학교(庇仁中學校)는 대한민국 충청남도 서천군 비인면 성내리에 있는 공립 중학교이다.

## 학교 연혁
- 1954년 7월 22일 : 비인중학교 설립 인가
- 1954년 11월 15일 : 개교(明倫堂을 臨時校舍)
- 1956년 3월 3일 : 제1회 졸업식 (졸업생 24명)
- 1977년 11월 2일 : 24학급 인가
- 1979년 3월 6일 : 학교 분리(서면중학교 개교)
- 2009년 3월 1일 : 3학급 배정
- 2020년 3월 1일 : 혁신학교(4년) 지정 운영
- 2023년 9월 1일 : 제33대 전병주 교장 부임
- 2024년 3월 1일 : 4학급 배정(특수학급1 포함)
- 2025년 1월 8일 : 제70회 졸업식(3명) (총 8,153명)
- 2025년 3월 4일 : 입학식(7명 남 4명, 여 3명)

## 참고 자료
- 비인중학교 - 한국교육학술정보원 학교알리미